# Alfonso Pérez Muñoz
Alfonso Pérez Muñoz (Getafe, 26 de setembre de 1972) és un exfutbolista espanyol. Va ser internacional amb la selecció espanyola.

## Trajectòria esportiva
Alfonso Pérez Muñoz va començar a jugar a futbol en les categories inferiors del Reial Madrid i, l'any 1990, va donar el salt al primer equip. Amb el conjunt blanc va guanyar Lliga (95), Copa del Rei (93) i Supercopa (93), i va marcar 13 gols.
El 1995, el Reial Betis va aconseguir la seva cessió, i a l'any següent, el seu fitxatge. Va marcar 25 gols en una de les temporades que va passar en el club bètic, i va esdevenir el jugador verd-i-blanc que més gols ha marcat en una sola temporada de tota la història. Va jugar un total de 152 partits en les cinc temporades que va estar en l'equip sevillà, i va marcar 57 gols.
En l'any 2000, el FC Barcelona va apostar fort i va aconseguir dur-se al davanter. Després de no funcionar en la seva primera temporada en el Camp Nou (2 gols en 21 partits), el Barça el va cedir el 2001 a l'Olympique de Marsella francès, on tampoc va brillar (4 gols en 11 partits). Finalment el Barça el va tornar a cedir el 2002 al Reial Betis, que el va fitxar de nou acabat l'any. Dues temporades i mitja en l'equip bètic en les quals va jugar poc, en part per condició física i per una altra les lesions, les quals li han acompanyat al llarg de la seva carrera, així i tot va marcar 10 gols en 45 partits. El seu contracte va acabar en juny de 2005, després de la consecució de la seva segona Copa del Rei enfront d'Osasuna, la qual cosa li va suposar la seva retirada del futbol d'alt nivell.
Després, ha jugat amb els veterans del Reial Madrid. Des del 1998, l'estadi del Getafe CF, club de la seva ciutat, duu el seu nom: Coliseum Alfonso Pérez. Dada anecdòtica, ja que mai va jugar en aquest club, ni tan sols en aquest estadi, però possiblement és la persona més famosa (esportivament) de la localitat de Getafe.

## Selecció espanyola
Ha estat internacional amb la selecció espanyola, arribant a guanyar la medalla d'or en els Jocs Olímpics de Barcelona 1992, en 38 ocasions, marcant 11 gols amb la samarreta roja. Ha disputat tres esdeveniments importants: l'Eurocopa de 1996, el Mundial de França 98 i l'Eurocopa de l'any 2000.
Un dels seus gols més recordats va ser l'marcat enfront de Iugoslàvia en la fase de grups de l'Eurocopa 2000, quan el conjunt espanyol perdia 3-2 en el temps de descompte, i necessitava la victòria per a classificar-se. Mendieta va empatar l'encontre des del punt de penalt i, quan quedaven pocs segons, un centre de Pep Guardiola, pentinat per Urzaiz, és empalmat per Alfonso, donant així la victòria a la seva selecció.

## Clubs
- 1990-1995 Reial Madrid
- 1995-2000 Reial Betis
- 2000-2001 FC Barcelona
- 2001-2002 Olympique de Marsella
- 2002-2005 Reial Betis

## Palmarès
- Copa del Rei amb el Reial Betis (2005)
- Lliga de primera divisió amb el R. Madrid (1995).
- Copa del Rei amb el R. Madrid (1993).
- Supercopa amb el R.Madrid en (1993).
- Medalla d'Or als Jocs Olímpics de Barcelona 92